# Ana Patricia Gámez
Ana Patricia Gámez Montes (Navojoa, Sonora; 26 de julio de 1987) -anteriormente Ana Patricia González-, es una modelo, reportera y presentadora de televisión mexicana ganadora de Nuestra Belleza Latina 2010 y actualmente es copresentadora de Enamorándonos.

## Vida personal
Ana Patricia se casó con Luis Carlos Martínez el 31 de mayo de 2014 en Guadalajara. Tienen 2 hijos: Giulietta, nacida el 5 de mayo de 2015 y Gael Leonardo, nacido el 10 de julio de 2018.

## Carrera
Hizo una audición para Nuestra Belleza Latina 2010 en Los Ángeles, y fue seleccionada para participar en ese programa de telerrealidad. Después de semanas de competición y las eliminaciones, ganó el gran premio de 250.000 dólares, un contrato con Univision y el título de Nuestra Belleza Latina, convirtiéndose en la segunda mujer mexicana en obtener el título, después de Alejandra Espinoza en 2007. Ella también ganó el desafío y estuvo en los 50 Más Bellos desafío. Entró en la lista Los 50 más Bellos de 2010 de la revista People en Español.

## Apariciones
| Año                     | Programa                               | Papel                               |
| ----------------------- | -------------------------------------- | ----------------------------------- |
| 2005                    | Nuestra Belleza México 2005            | 'Representante del Estado de Sonora |
| 2010                    | Nuestra Belleza Latina 2010            | Reina                               |
| 2010                    | El Gordo y la Flaca                    | Reportera                           |
| 2010                    | Celebración del Bicentenario de México | Conductora                          |
| 2010                    | Sábado Gigante                         | Modelo                              |
| 2010                    | Feliz 2011 por Univision               | Conductora                          |
| 2011                    | Nuestra Belleza Latina 2011            | Reportera de Backstage              |
| 2011 - 2019             | Despierta América                      | Reportera / Conductora              |
| 2011-2021               | Univision Ondemand                     | Reportera / Conductora              |
| 2011                    | Feliz 2012 por Univision               | Conductora                          |
| 2012                    | La Parada de las Rosas                 | Conductora                          |
| 2012                    | Premio Lo Nuestro                      | Reportera de Redes Sociales         |
| 2012                    | Premios Juventud                       | Reportera de Redes Sociales         |
| 2014                    | Cosita Linda                           | Ella Misma                          |
| 2019-2021 2022-presente | Enamorándonos USA                      | Conductora                          |

| Predecesor: · Greidys Gil · Cuba | Nuestra Belleza Latina 2010 | Sucesor: · Nastassja Bolívar · Nicaragua |